# 新贝内迪托
新贝内迪托是巴西圣卡塔琳娜州的一个市镇。总面积385.402平方公里，总人口9841人，人口密度25.5人/平方公里。